# Eulogy – Letzte Worte
Eulogy – Letzte Worte (Verweistitel: Nach dem Tod ist vor dem Erbe) ist eine Schwarze Komödie aus dem Jahr 2004, die in US-amerikanischer, britischer und deutscher Koproduktion als Regiedebüt von Michael Clancy entstand. Sie begleitet die Mitglieder einer dysfunktionalen Familie nach dem Tod des Familienoberhaupts beim Wiedersehen zur Abwicklung der testamentarischen Pflichten und Bestattung.

## Handlung
Kate Collins sucht eine ihr fremde Frau auf, um dieser eine schwere Nachricht zu überbringen.
Die Kinder von Edmund Collins – zwei Söhne Danny (Kates Vater) und Skip, zwei Töchter Alice und Lucy – haben die Nachricht seines Todes erhalten und versammeln sich mit ihren Kindern bei ihrer Mutter und seiner Witwe Charlotte. Kate, die älteste und einzige erwachsene Enkelin, erhält nach ihrer Ankunft von ihrer Großmutter die Aufgabe, eine Grabrede zu verfassen. Ihre Tante Lucy erscheint mit ihrer Lebenspartnerin Judy, was mit unangemessenen Sprüchen von ihrer Schwester Alice und Skips pubertären Söhnen Fred und Ted kommentiert wird, insbesondere als Lucy beim gemeinsamen Essen verkündet, dass sie und Judy heiraten werden und die anderen eingeladen sind. Die Rangeleien zwischen den Schwestern führen dazu, dass ihre Mutter sich davonschleicht und eine Überdosis an Pillen einnimmt, nachdem die anderen sie gefunden haben. Sie landet im Krankenhaus, wo die Schwestern in der Krankenpflegerin Samantha eine alte Freundin wiedersehen. Charlotte wird der Magen ausgepumpt und sie soll über Nacht bleiben. Während dieser Zeit macht Kate sich dran, für ihre Grabrede Anekdoten über ihren Großvater zu erhalten. Ihrem Vater, einem früheren Werbeschauspieler als Kind und als Erwachsener Pornodarsteller (laut Kate „in obskuren ausländischen Filmen“), entschlüpft im Gespräch, dass ihre Mutter auch Schauspielerin war anstelle von Sozialarbeiterin, wie er ihr bislang gesagt hatte. Also leiht sie sich in der Videothek einen Film mit ihrer Mutter aus: Vagina Town. Als sie diesen im Fernseher des Hauses einlegt, kommt gerade ihr früherer Freund Ryan vorbei, den sie bei ihrer ersten gemeinsamen Nacht ohne Abschied verlassen hatte, sodass sie einen Stromausfall verursacht, damit er und Skips Söhne nicht ihre Mutter sehen.
Am nächsten Morgen kehrt Charlotte nach Hause zurück. Bei dem Sargkauf zusammen mit Danny und ihren Töchtern enthüllt sie ihnen, dass Edmund gar nicht beerdigt werden will, sondern sein Sarg solle auf einem Boot brennend auf dem nahe gelegenen Fluss dahintreiben. Währenddessen treffen Kate und Ryan sich zur Aussprache und küssen sich schließlich an der Wiese unter der Brücke. Als bei der Heimfahrt die Schwestern wieder streiten, springt Charlotte aus dem fahrenden Auto und landet dem küssenden Paar vor den Füßen. Im Krankenhaus werden ihr verschiedene Brüche diagnostiziert und sie wird in Gips gepackt. Zuhause unterhalten sich die restlichen Geschwister mit Judy über Alices Vergangenheit, in der diese eine rebellische Teenagerin war und noch kein Kontrollfreak. Während Kate und Ryan auf dem Baum vor dem Haus sitzen, fährt Samantha vor und spricht in ihrem Auto mit Alice. Das Schwelgen in Erinnerungen führt dazu, dass die beiden sich küssen und ausziehen, was vom Haus aus von den übrigen beobachtet wird. Als Ryan vom Baum absteigt, landet er auf Samanthas Windschutzscheibe.
Am folgenden Tag, an dem die Bestattung stattfindet, ist Alice im Wald verschwunden und Ryan, dessen Bein gebrochen ist, wird von Kate verabschiedet. Bei der Aufbahrung, zu der Samantha Charlotte aus dem Krankenhaus mitgebracht hat, bricht der Pfarrer, der den verstorbenen Edmund kaum gekannt hat, wegen eines Todesfalls in der eigenen Familie in Tränen aus. Plötzlich kommt Alice wieder und spielt am Klavier und singt ein romantisches Lied für Samantha, was Lucy genervt unterbricht. Bei der Testamentsverlesung wird der Familie ein Videotestament vorgespielt, in dem Edmund Collins ihnen enthüllt, dass er all die Jahre nicht berufswegen immer wieder unterwegs war, sondern weil er noch zwei weitere heimliche Familien hatte. Kate beauftragt er, diese von seinem Ableben zu berichten. Die Familie nimmt den Holzsarg mit zum nahen Fluss, wo Skips Söhne versuchen, ihn auf dem See mit Pfeilen anzuzünden, während Kate mithilfe von Ryans Abschiedsbrief ihre Grabrede hält. Als die Jungs endlich treffen, explodiert der Sarg.
Diese Geschichte hat Kate der Frau aus der ersten Szene erzählt, doch bei deren Reaktion stellt sich heraus, dass diese nicht Barbara Collins, eine andere Frau von Edmund ist, sondern deren Nachbarin. Kate wirft der richtigen Barbara ein Video zur Erklärung der Geschichte in die Post, aber als diese sich es anschaut, ist es Vagina Town.

## Besetzung und Synchronisation
| Rolle             | Beschreibung             | Darsteller/in   | Synchronsprecher      |
| ----------------- | ------------------------ | --------------- | --------------------- |
| Katie Collins     | Enkelin des Verstorbenen | Zooey Deschanel | Anna Carlsson         |
| Ryan Carmichael   | Katies Freund            | Jesse Bradford  | Marius Clarén         |
| Daniel Collins    | Katies Vater             | Hank Azaria     | Bernd Vollbrecht      |
| Skip Collins      | Katies Onkel             | Ray Romano      | Erich Räuker          |
| Fred Collins      | Skips Söhne              | Curtis Garcia   | Johannes Walenta      |
| Ted Collins       | Skips Söhne              | Keith Garcia    |                       |
| Lucy Collins      | Tante von Katie          | Kelly Preston   | Bettina Weiß          |
| Judy Arnolds      | Lucys Lebenspartnerin    | Famke Janssen   | Christin Marquitan    |
| Alice Collins     | Tante von Katie          | Debra Winger    |                       |
| Samantha          | Alices Freundin          | Glenne Headly   |                       |
| Charlotte Collins | Katies Großmutter        | Piper Laurie    | Inken Sommer          |
| Edmund Collins    | Katies Großvater         | Rip Torn        | Hans-Werner Bussinger |

### Anmerkung
2003 drehte noch Winona Ryder für den Film, der als ihr Comeback nach einer Verurteilung angekündigt wurde.

## Veröffentlichung
In den Vereinigten Staaten erschien Eulogy am 15. Oktober 2004 in den Kinos und am 8. Februar 2005 auf DVD. In Deutschland wurde die DVD mit dem Titel Eulogy – Letzte Worte am 16. November 2006 veröffentlicht sowie erneut mit dem Alternativtitel Nach dem Tod ist vor dem Erbe am 16. Juni 2011.

## Rezeption
Eulogy wird von Zuschauern eher positiv bewertet und von Kritikern durchschnittlich bis negativ. Auf der Internetplattform Internet Movie Database hat der Film aktuell 6,5 von 10 Punkte nach über 8.000 Bewertungen und bei Rotten Tomatoes eine Zuschauerwertung von 71 % bei fast 9.000 Wertungen, dagegen eine Kritikerwertung von 34 % bei 35 Kritiken. Auf Metacritic erhält er eine Zuschauerwertung von 7,0/10, aber einen Kritikendurchschnitt von 34 Punkten anhand 12 im Allgemeinen nicht wohlwollenden Kritiken.
Das LdiF merkte an, dass der prominent besetzte Film zwar nicht immer alle Erzählstränge unter einen Hut bringe, aber durch Spiel- und Dialogwitz überzeuge. Björn Becher kritisierte auf Filmstarts, dass der Film platte Charaktere aufweise, obwohl den Darstellern ihre Lust am Spiel anzumerken sei und sie teilweise harmonisieren würden.
Stephen Holden von der New York Times sieht die Ensemblekomödie Eine Hochzeit als Prototyp dieser Bestattungsfarce. Die Figuren seien aber der Art, wie man sie in Sitcoms wie Arrested Development antreffe. Außerdem urteilt er, weil die Handlungsstruktur planlos sei, würden die meisten Witze dumpf aufschlagen. Auch Ed Gonzalez für Slant, der 1,5 von 4 Sternen vergibt, zieht den Vergleich zu Arrested Development: Die Gehässigkeit des Films zeige im Gegensatz dazu keine größere, unausgesprochene Familienliebe zueinander oder Komplexität an Emotionen und Verhalten. Maitland McDonagh für TV Guide wundert sich, dass Michael Clancy für seine uninspirierte Komödie einen so starken Cast versammeln konnte. Diesen hält Lisa Schwarzbaum von Entertainment Weekly für seltsam überqualifiziert.